# Jødisk Familieblad
Jødisk Familieblad var et månedligt jødisk blad, der udkom i København fra 1928 til 1940. Det var det officielle organ for Det Mosaiske Trossamfund.

## Historie og profil
Jødisk Familieblad blev lanceret af Max Goldschmidt i København i 1928.  Dens titel var først Jødisk Samfund og siden Jødisk Orientering. Det blev i 1929 omdøbt til Jødisk Familieblad, og det første nummer med denne titel udkom i marts samme år.
Jødisk Familieblad var Det Mosaiske Troessamfunds officielle medie. Bladets redaktør var overrabbiner Marcus Melchior. Bladet udkom månedligt  Det sidste nummer udkom i april 1940.